# 郷倉千靱
郷倉 千靱（ごうくら せんじん、1892年3月3日 - 1975年10月25日）は、日本画家、日本芸術院会員。

## 経歴
富山県出身。本名・與作。1915年東京美術学校日本画科卒業、1916年渡米、1922年院展日本美術院賞受賞、1924年日本美術院同人、院展に出品を続け、1934年帝国美術学校日本画科教授、1936年多摩美術学校日本画科教授、1949年日展審査員、1956年多摩美術大学教授、1958年日本美術院評議員、1960年日本芸術院賞受賞、1971年勲四等旭日小綬章受章、1972年日本芸術院会員。没後勲三等瑞宝章追贈。
壁画を描いた。長女の郷倉和子も日本芸術院会員。

## 著書など
- 壁画と印度 三彩社 1963
- 四天王寺大講堂壁画 三彩社 1969
- 郷倉千靱 三彩社 1976